# Нагой, Григорий Иванович
Григорий Иванович Нагой (по прозвищу Щеголь; ум. не ранее 1570/71) — военный и государственный деятель Русского царства.

## Биография
Из дворян. В 1549 году Григорий Иванович Нагой был одним из голов в русском войске. В 1551 году, когда составлялся новый московский список боярских детей, Нагой был записан во вторую статью этого списка.
В 1552 и 1553 гг. он был на воеводстве в Путивле.
В 1554 году, когда восстали покоренные в 1551 году луговые черемисы, Нагой был послан для их усмирения вторым воеводой большого полка, отличился в этом походе и получил в награду угорский ползолотой.
В 1555 году Нагой был вторым воеводой на Угре, участвовал в возрождении Болхова на старом городище. В 1559 году участвовал в походе на Ливонию под начальством боярина 3. И. Очина-Плещеева, осаждал Дерпт, в январе 1560 года участвовал в походе к Алысту и во взятии этого города.
В 1560 году Григорий Иванович Нагой был воеводой сперва в Путивле, а потом в Новгороде Северском.
В 1563 году он участвовал в походе к Полоцку, начальствуя вспомогательными нагайскими и татарскими войсками, участвовал в осаде Полоцка и даже выполнял специальное поручение: был послан против польского войска, шедшего на помощь Полоцку, и разбил его. По взятии Полоцка Нагой был ненадолго оставлен в нем городничим.
В конце 1563 года Григорий Иванович Нагой значится наместником и осадным воеводой в городе Туле.
В 1564 году он упоминается при описании приема в Москве польских послов; в том же году Нагой был назначен первым городничим в Смоленск. В 1565 году Нагой был первым городничим в Полоцке.
В начале 1567 года он получил звание Волоцкого наместника и был послан вместе с боярином Умным-Колычёвым в Польшу для ведения переговоров о мире. Переговоры эти, однако, кончились неудачей, так как король Сигизмунд не согласился на условия царя, который, предлагая польскому королю Курляндию, требовал у него Ливонию и настаивал на выдаче Курбского. Уже в сентябре 1568 года русское посольство вернулось обратно в Москву, крайне недовольное приемом, оказанным ему в Польше, где с русскими послами обращались недружелюбно. В октябре 1568 года Нагой вместе с Умным-Колычёвым давал отчет царю о своем посольстве.
В мае 1570 года Григорий Иванович Нагой выполняя приказ Ивана IV (который в это время выехал в Коломенское) защищал с пулутысячным отрядом посольство Речи Посполитой в городе Москве.
Дальнейшие сведения о Нагом весьма туманны, известно лишь, что около 1570/71 он совершил монашеский постриг.